# Serra
Serra este un oraș în unitatea federativă Espírito Santo (ES), Brazilia.